# Uit de driehoek I
Uit de driehoek I is een kunstwerk in Amsterdam-Zuidoost.
Het is een creatie van kunstenaar Yvonne Kracht uit 1976. Zij kwam in die jaren met een serie werken, waarbij een eenvoudige figuur als cirkel, vierkant of driehoek uit elkaar getrokken dan wel gevouwen werd. Er zijn dan ook meerdere versies van "Uit de driehoek", "Uit het vierkant" etc. te vinden. Bij Uit de driekhoek I is de derde poot van een gelijkzijdige driehoek steeds 90 graden gedraaid en vormt daarbij dan weer de eerste poot van de volgende driehoek, waarvan de derde poot dan weer gedraaid is. Het is van cortenstaal en is vijf meter lang en drie meter breed en hoog. Het staat sinds 1989 opgesteld tussen de rijweg van Meibergdreef en bijbehorend fietspad (Meibergpad).